# خیرالدین مضوی
خیرالدین مضوی (انگلیسی: Kheïreddine Madoui؛ زادهٔ ۲۷ مارس ۱۹۷۷) بازیکن فوتبال اهل الجزایر بود.
از باشگاه‌هایی که در آن بازی کرده‌است می‌توان به باشگاه فوتبال شباب بلوزداد، باشگاه فوتبال وفاق سطیف اشاره کرد.
وی همچنین در تیم‌های ملی فوتبال الجزایر بازی کرده‌است.